# Rinaldo Nascimbene
Rinaldo Nascimbene (Pavia, 26 dicembre 1883 – Pavia, 23 maggio 1958) è stato un biblista, teologo ed ebraista italiano.

## Biografia
Di nobile famiglia pavese, studiò Filosofia e Teologia presso il Seminario Vescovile di Pavia; nel dicembre 1906 si laureò in Teologia presso il Pontificio Seminario Romano; nel giugno 1912 conseguì la Licenza in Scienze Bibliche presso la Pontificia Commissione Biblica. 
Nel giugno 1906 fu ordinato sacerdote e nel marzo 1918 Canonico Onorario della Cattedrale dal Vescovo di Pavia Monsignor Francesco Ciceri; il Vescovo Giuseppe Ballerini lo insignì del titolo di Monsignore nel 1931 e, nello stesso anno, ottenne il titolo di Cameriere Segreto soprannumerario di Papa Pio XI.
Nel 1909 incominciò ad insegnare Biblica presso il Seminario Vescovile di Pavia.
Nell'aprile 1922 si laureò presso l'Università di Pavia con una tesi dal titolo "Sul valore storico della dimora di Israele in Egitto".
Dal 1925 al 1928 fu docente di Materie Letterarie presso il R. Ginnasio Ugo Foscolo di Pavia.
Dal 1936 al 1954 fu professore incaricato della cattedra di Ebraico e Lingue semitiche comparate presso l'Ateneo pavese. 
Tra il 1928 e il 1939 fu Rettore dell'Almo Collegio Borromeo; ritiratosi poi in Seminario, ne divenne Prefetto degli Studi.
Nel 1956 lasciò la sua biblioteca personale all'Università di Pavia, dove è tuttora conservata come Fondo Rinaldo Nascimbene.
Morì nel 1958 a Pavia.

## Il fondo librario

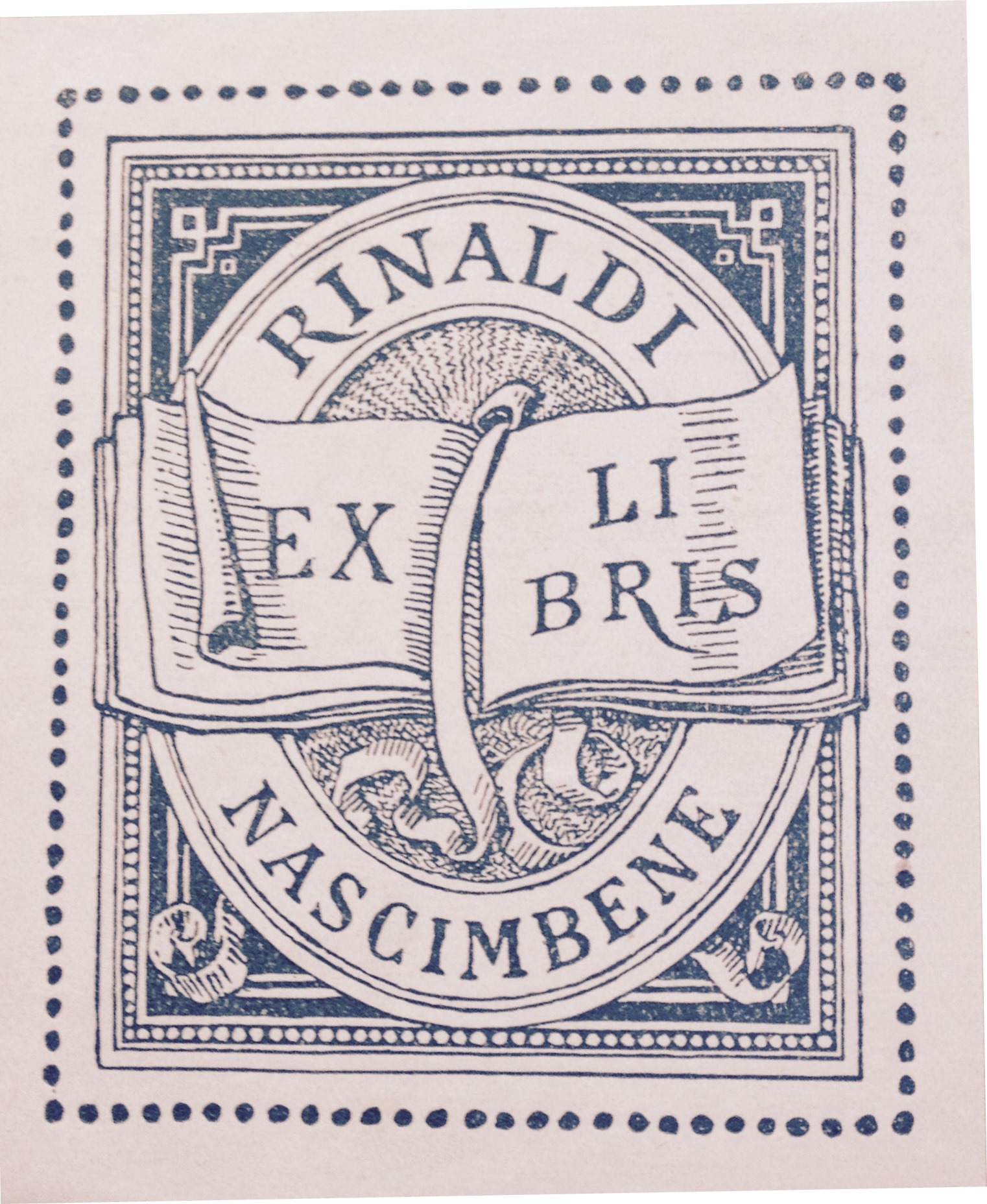
Ex libris di Rinaldo Nascimbene

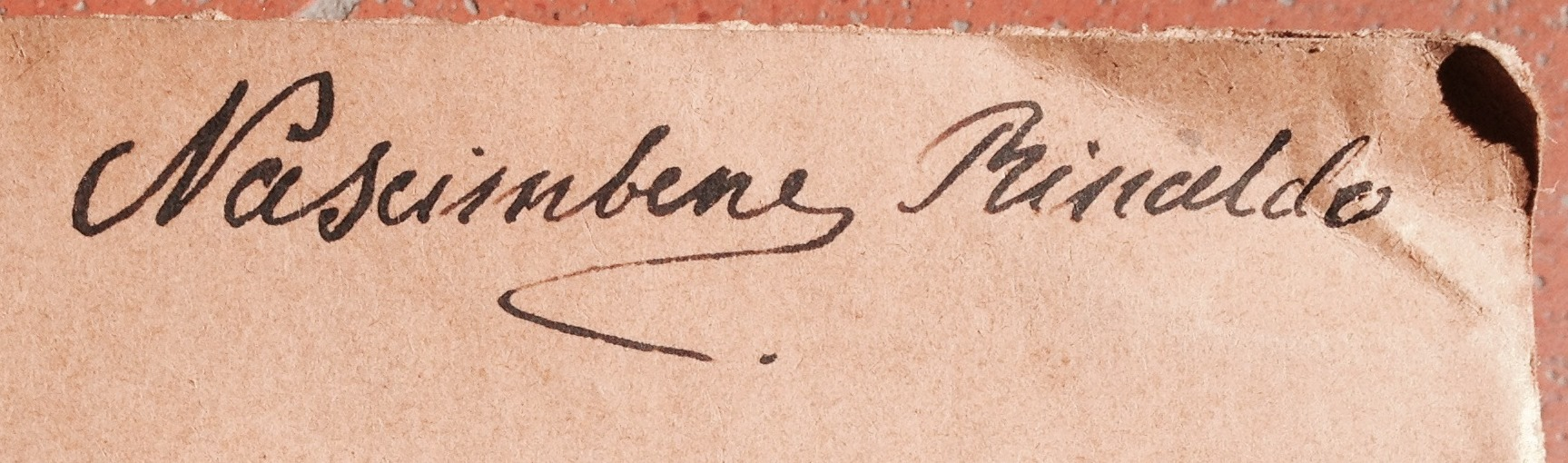
Firma autografa di Rinaldo Nascimbene

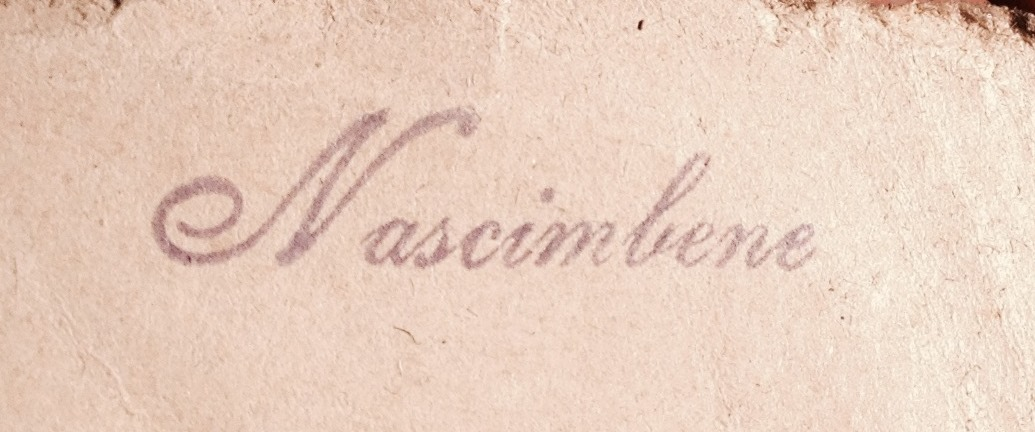
Timbro di possesso di Rinaldo Nascimbene

In una lettera autografa datata 19 aprile 1956, Nascimbene comunicò la propria intenzione di donare alla Facoltà di Lettere dell'Università di Pavia le cinque librerie già presenti presso la biblioteca, con tutto il loro contenuto di libri, riviste e documenti manoscritti (oltre 700 volumi e alcune testate di periodici), riservando a se stesso e al direttore della biblioteca l'uso esclusivo dei volumi, fino alla propria morte.
La donazione fu ufficialmente accettata dal Consiglio di Amministrazione dell'Università nel maggio dello stesso anno, ma il materiale fu inventariato ed entrò a far parte del patrimonio della biblioteca solo negli anni 1958-59.
Raccolto per motivi di studio, comprende varie edizioni della vulgata, anche in edizioni antiche, e varie bibbie in ebraico; il Nuovo Testamento in siriaco, arabo, copto, tigrino, ge-ez; la prima edizione italiana (Brescia, 1597-1598, postuma) dei Commentarii in quatuor Evangelistas di Juan Maldonado; un'ampia gamma di saggi e commenti alla Bibbia di autorevoli studiosi contemporanei quali Joseph-Marie Lagrange, Rudolf Bultmann, Alfred Loisy, Rudolf Kittel; numerose opere sulla storia del popolo ebreo e molti testi di esegeti cattolici e protestanti.
Il fondo, attualmente conservato presso la Biblioteca di Studi Umanistici, è identificabile dalla firma del possessore, da un timbro di possesso o, più frequentemente, dall'ex libris con il suo nome. Una parte dei volumi è stata personalmente acquisita da Nascimbene dal Seminario diocesano di Pavia, che conserva preso la propria biblioteca molti volumi e riviste identificate dal medesimo ex libris.

## Opere
- Il "Logos" di S. Giovanni, La scuola cattolica, 38(2), 1910: 802.809
- Il problema escatologico in S. Paolo, La scuola cattolica 47(2), 1919: 293-310; 48(1), 1920: 38-53 e 431-445
- Cento anni di Egittologia: 1822-1922, La scuola cattolica 51, 1923: 48-62
- Note esegetiche: Esodo 20., 22-26, nell'interpretazione degli esegeti contemporanei, La scuola cattolica 52(1), 1924: 428-435
- Alcune osservazioni sul valore degli Atti in ordine allo studio di S. Paolo, La scuola cattolica 53(1), 1925: 180-199
- Il canto di Debora, Annuario del R. Liceo Ugo Foscolo 1926-27, 1936-37, Pavia: Arti Grafiche
- Antichissime testimonianze sugli ebrei. Athenaeum: studi periodici di letteratura e storia, A. 5 n.s. (1927): 147-159
- Il Salmo 39 e i Salmi da morto nuovamente tradotti dallo ebraico in lingua volgare e metricamente disposti dal canonico Rinaldo Nascimbene, Pavia: Artigianelli, 1931
- Lezioni di Ebraico e lingue semitiche comparate: anno accademico 1944-45. Parte I: La lingua ebraica. Parte II: Testi semitici; vocabolario, Pavia: Cucchi, 1944-45
- Dalle fonti aramaiche nuova traduzione della Bibbia?, La Provincia pavese, anno CXXXI, n. 202, 1950.
- Ancora dei Charibu, Athenaeum: studi periodici di letteratura e storia, fasc. I-II, 1951
- Palaestina antiqua (eiusque divisio aetate Jesu Christi), Novara: Istituto Geografico De Agostini, 1944 (carta geografica)